# Asphodeline baytopiae
Asphodeline baytopiae là một loài thực vật có hoa trong họ Thích diệp thụ. Loài này được Tuzlaci miêu tả khoa học đầu tiên năm 1983.